# Chencha
Chencha – miasto w południowej Etiopii. Także jedna z 17 wored strefy Gamo Gofa, w regionie SNNPR. Miasto jest domem plemienia Dorze.